# Gelis alpinus
Gelis alpinus är en stekelart som först beskrevs av Gabriel Strobl 1901.  Gelis alpinus ingår i släktet Gelis och familjen brokparasitsteklar. Inga underarter finns listade i Catalogue of Life.